# Mourad Daami
Mourad Daami (arabe : مراد الدعمي), né le 15 août 1962 à Monastir, est un arbitre tunisien de football.

## Carrière
Il commence sa carrière en 1996 et arbitre un match de la Gold Cup 1998, trois matchs de la coupe du monde des moins de 20 ans 1999 et deux matchs de la coupe du monde des moins de 17 ans 2005 (un match).
Il officie surtout au cours de la coupe d'Afrique des nations en 2000 (trois matchs dont la finale), 2002 (deux matchs) et 2006 (trois matchs dont la finale), aux Jeux olympiques d'été de 2000 (trois matchs) et à la coupe des confédérations 2005 (un match),. Il arbitre également un match de coupe du monde 2002 entre le Mexique et l'Équateur.
Durant la finale de la Ligue des champions de la CAF 2000, jouée entre Hearts of Oak et l'Espérance sportive de Tunis, il est exclu des matchs de la Confédération africaine de football durant un an pour avoir tenté d'influencer l'arbitre sud-africain Robbie Williams, alors qu'il faisait partie de la délégation du club tunisien.